# Yttre Klovaskär
Yttre Klovaskär är en ö i Finland. Den ligger i Skärgårdshavet eller Norra Östersjön och i kommunen Kimitoön i den ekonomiska regionen  Åboland i landskapet Egentliga Finland, i den sydvästra delen av landet. Ön ligger omkring 72 kilometer söder om Åbo och omkring 160 kilometer väster om Helsingfors.
Öns area är 2 hektar och dess största längd är 220 meter i nord-sydlig riktning. Det finns inga samhällen i närheten.